# II liga polska w piłce siatkowej mężczyzn (2022/2023)
II liga polska w piłce siatkowej mężczyzn 2022/2023 – 33. edycja ligowych rozgrywek siatkarskich trzeciego szczebla, organizowanych przez Polski Związek Piłki Siatkowej pod nazwą II liga.

## System rozgrywek
- Etap I (dwurundowa faza zasadnicza) – przeprowadzona zostaje w formule ligowej, systemem kołowym (tj. "każdy z każdym – mecz i rewanż".

O końcowej klasyfikacji decyduje kolejno:
1. większa liczba zdobytych punktów
2. większa liczba zwycięstw
3. większy stosunek setów,
4. większy stosunek „małych” punktów
5. wynik bezpośrednich spotkań (kolejno – punkty, sety, „małe punkty”)

Najwyżej sklasyfikowane dwie drużyny każdej z grup po rundzie zasadniczej awansują do turniejów półfinałowych. Najsłabsze dwa zespoły każdej z grup spadają do III ligi.
- Etap II (turnieje półfinałowe) – turnieje półfinałowe z udziałem 8 najlepszych drużyn, podzielone zostają one na 2 grupy; w pierwszej mierzą się zwycięzcy grup 1 i 3 rundy zasadniczej oraz drugie zespoły grup 2 i 4, w drugiej zwycięzcy grup 2 i 4 oraz drugie drużyny grup 1 i 3. Do turnieju finałowego awansują po dwie najlepsze drużyny z każdej grupy.

- Etap III (turniej finałowy) – 4 zespoły grają systemem "każdy z każdym". Najlepsze dwie drużyny awansują do I ligi.

## Drużyny uczestniczące[1]

### Grupa 1
| | Uczestnicy poprzedniej edycji                 |       |
| --- | --------------------------------------------- | ----- |
| ANI | CUK Anioły Toruń                              | 2     |
| MIĘ | LBS Bank Janas Logistics KS Orzeł Międzyrzecz | 4     |
| SPC | SPS Konspol Słupca                            | 5     |
| POZ | Enea Energetyk Poznań                         | 6     |
| ŻAG | WKS Sobieski ARENA Żagań                      | 7     |
| WIL | LUKS Wilki Wilczyn                            | 8     |
| LEG | MKS Ikar Legnica                              | 8     |
| ŁĘC | MMKS Lotnik Łęczyca                           | 9     |
| STO | Stoczniowiec Politechnika Gdańska             | 9     |
| TRE | Trefl Gdańsk II                               | 10    |
| | Awans z III ligi                              |       |
| GUB | MLKS A. Z. Iwaniccy Gubin                     | [ c ] |
| Oznaczenia: - kolumna pierwsza – skróty nazw drużyn wpisane na mapie (jeśli ta została zamieszczona), - kolumna trzecia – miejsce zajęte przez daną drużynę w poprzednim sezonie. |                                               |       |

### Grupa 2
| | Uczestnicy poprzedniej edycji        |       |
| --- | ------------------------------------ | ----- |
| CHE | CHKS Arka Chełm                      | 2     |
| GRO | UKS Sparta Grodzisk Mazowiecki       | 3     |
| MET | KS Metro Warszawa                    | 4     |
| WOL | MOS Wola Tramwaje Warszawskie        | 5     |
| RZĄ | LKS Czarni Rząśnia                   | 5     |
| KOZ | Enea KKS Kozienice                   | 6     |
| WYS | KS Camper Wyszków                    | 7     |
| AUG | UKS Centrum Augustów                 | 8     |
| SPA | SMS PZPS Spała II                    | 9     |
| MIE | UKS Trójka Międzyrzec Podlaski       | 10    |
| | Awans z III ligi                     |       |
| TMA | KS Lechia Tomaszów Mazowiecki TCS II |       |
| OLS | AZS UWM Olsztyn II                   | [ c ] |
| Oznaczenia: - kolumna pierwsza – skróty nazw drużyn wpisane na mapie (jeśli ta została zamieszczona), - kolumna trzecia – miejsce zajęte przez daną drużynę w poprzednim sezonie. |                                      |       |

### Grupa 3
| | Uczestnicy poprzedniej edycji      |       |
| --- | ---------------------------------- | ----- |
| WIE | WKS Wieluń                         | 1     |
| CZĘS | Eco-Team AZS Stoelzle Częstochowa  | 3     |
| BIE | KS Bielawianka Bester Bielawa      | 4     |
| JL | IM Faurecia Volley Jelcz-Laskowice | 6     |
| WAŁ | Chełmiec Wałbrzych                 | 7     |
| WŁO | KS Hetman Włoszczowa               | 11    |
| | Spadek z Tauron 1. Ligi            |       |
| STO | ZAKSA Strzelce Opolskie            | 15    |
| | Awans z III ligi                   |       |
| WIL | Gwardia Wilczyce                   | [ e ] |
| STR | UKS Tygrysy Strzelin               |       |
| SIE | Tubądzin Volley MOSiR Sieradz      |       |
| RUD | KS Rudziniec                       | [ c ] |
| NAM | AZS NKS Start Namysłów             | [ c ] |
| Oznaczenia: - kolumna pierwsza – skróty nazw drużyn wpisane na mapie (jeśli ta została zamieszczona), - kolumna trzecia – miejsce zajęte przez daną drużynę w poprzednim sezonie. |                                    |       |

### Grupa 4
| | Uczestnicy poprzedniej edycji      |    |
| --- | ---------------------------------- | -- |
| MJA | MCKiS Jaworzno                     | 1  |
| AND | MKS Andrychów                      | 2  |
| KĘT | UMKS Kęczanin Kęty                 | 3  |
| KRO | Karpaty Krosno Glass - PANS Krosno | 4  |
| JSŁ | MKS „Gamrat-MOSiR” Jasło           | 5  |
| SĘD | Extrans Sędziszów Małopolski       | 6  |
| TYC | TKS Tychy                          | 7  |
| ROP | KS Błękitni Ropczyce               | 8  |
| HUT | KS Hutnik Kraków                   | 10 |
| RZE | AKS V LO Rzeszów                   | 11 |
| JAS | AT Jastrzębski Węgiel              | 12 |
| RYB | TS Volley Rybnik                   | 13 |
| Oznaczenia: - kolumna pierwsza – skróty nazw drużyn wpisane na mapie (jeśli ta została zamieszczona), - kolumna trzecia – miejsce zajęte przez daną drużynę w poprzednim sezonie. |                                    |    |

## Faza zasadnicza

### Grupa 1
| Lp. | Drużyna                                       | Pkt | Mecze | Mecze | Mecze | Rodzaj wyniku | Rodzaj wyniku | Rodzaj wyniku | Rodzaj wyniku | Rodzaj wyniku | Rodzaj wyniku | Sety | Sety | Sety  | Małe punkty | Małe punkty | Małe punkty |
| Lp. | Drużyna                                       | Pkt | M     | W     | P     | 3:0           | 3:1           | 3:2           | 2:3           | 1:3           | 0:3           | wyg. | prz. | stos. | zdob.       | str.        | stos.       |
| --- | --------------------------------------------- | --- | ----- | ----- | ----- | ------------- | ------------- | ------------- | ------------- | ------------- | ------------- | ---- | ---- | ----- | ----------- | ----------- | ----------- |
| 1   | CUK Anioły Toruń                              | 55  | 20    | 19    | 1     | 11            | 5             | 3             | 1             | 0             | 0             | 59   | 14   | 4.21  | 1733        | 1392        | 1.24        |
| 2   | Enea Energetyk Poznań                         | 40  | 20    | 13    | 7     | 7             | 4             | 2             | 3             | 4             | 0             | 49   | 29   | 1.69  | 1781        | 1674        | 1.06        |
| 3   | LBS Bank Janas Logistics KS Orzeł Międzyrzecz | 37  | 20    | 12    | 8     | 5             | 4             | 3             | 4             | 1             | 3             | 45   | 34   | 1.32  | 1782        | 1709        | 1.04        |
| 4   | SPS Konspol Słupca                            | 35  | 20    | 13    | 7     | 4             | 3             | 6             | 2             | 1             | 4             | 44   | 36   | 1.22  | 1735        | 1717        | 1.01        |
| 5   | MMKS Lotnik Łęczyca                           | 34  | 20    | 12    | 8     | 4             | 4             | 4             | 2             | 3             | 3             | 43   | 36   | 1.19  | 1762        | 1755        | 1           |
| 6   | LUKS Wilki Wilczyn                            | 32  | 20    | 11    | 9     | 6             | 2             | 3             | 2             | 1             | 6             | 38   | 35   | 1.09  | 1634        | 1591        | 1.03        |
| 7   | WKS Sobieski ARENA Żagań                      | 32  | 20    | 10    | 10    | 3             | 7             | 0             | 2             | 3             | 5             | 37   | 37   | 1     | 1668        | 1649        | 1.01        |
| 8   | MKS Ikar Legnica                              | 18  | 20    | 5     | 15    | 3             | 0             | 2             | 5             | 6             | 4             | 31   | 49   | 0.63  | 1697        | 1782        | 0.95        |
| 9   | MLKS A. Z. Iwaniccy Gubin                     | 17  | 20    | 6     | 14    | 1             | 3             | 2             | 1             | 6             | 7             | 26   | 49   | 0.53  | 1645        | 1777        | 0.93        |
| 10  | Stoczniowiec Politechnika Gdańska             | 17  | 20    | 5     | 15    | 0             | 3             | 2             | 4             | 6             | 5             | 29   | 52   | 0.56  | 1725        | 1884        | 0.92        |
| 11  | Trefl Gdańsk II                               | 13  | 20    | 4     | 16    | 1             | 0             | 3             | 4             | 4             | 8             | 24   | 54   | 0.44  | 1582        | 1813        | 0.87        |

Źródło: https://2ligamezczyzn.volleystation.com/pl/season/19/phase-344-2-liga-mezczyzn-grupa-1/standings/
Punktacja: 3:0 i 3:1 – 3 pkt; 3:2 – 2 pkt; 2:3 – 1 pkt; 1:3 i 0:3 – 0 pkt
Zasady ustalania kolejności: 1. liczba punktów; 2. liczba zwycięstw; 3. stosunek setów; 4. stosunek małych punktów; 5. bilans w bezpośrednich meczach
Uwagi: Utrzymanie się drużyny Trefl Gdańsk II decyzją PZPS.
     awans do turniejów półfinałowych

### Grupa 2
| Lp. | Drużyna                              | Pkt | Mecze | Mecze | Mecze | Rodzaj wyniku | Rodzaj wyniku | Rodzaj wyniku | Rodzaj wyniku | Rodzaj wyniku | Rodzaj wyniku | Sety | Sety | Sety  | Małe punkty | Małe punkty | Małe punkty |
| Lp. | Drużyna                              | Pkt | M     | W     | P     | 3:0           | 3:1           | 3:2           | 2:3           | 1:3           | 0:3           | wyg. | prz. | stos. | zdob.       | str.        | stos.       |
| --- | ------------------------------------ | --- | ----- | ----- | ----- | ------------- | ------------- | ------------- | ------------- | ------------- | ------------- | ---- | ---- | ----- | ----------- | ----------- | ----------- |
| 1   | CHKS Arka Chełm                      | 64  | 22    | 22    | 0     | 14            | 6             | 2             | 0             | 0             | 0             | 66   | 10   | 6.6   | 1849        | 1461        | 1.27        |
| 2   | UKS Sparta Grodzisk Mazowiecki       | 53  | 22    | 18    | 4     | 12            | 3             | 3             | 2             | 1             | 1             | 59   | 21   | 2.81  | 1883        | 1622        | 1.16        |
| 3   | KS Metro Warszawa                    | 48  | 22    | 16    | 6     | 9             | 6             | 1             | 1             | 3             | 2             | 53   | 26   | 2.04  | 1892        | 1764        | 1.07        |
| 4   | KS Camper Wyszków                    | 38  | 22    | 13    | 9     | 1             | 6             | 6             | 5             | 2             | 2             | 51   | 45   | 1.13  | 2129        | 2058        | 1.03        |
| 5   | Enea KKS Kozienice                   | 34  | 22    | 12    | 10    | 4             | 5             | 3             | 1             | 3             | 6             | 41   | 41   | 1     | 1864        | 1850        | 1.01        |
| 6   | MOS Wola Tramwaje Warszawskie        | 33  | 22    | 11    | 11    | 2             | 8             | 1             | 1             | 3             | 7             | 38   | 43   | 0.88  | 1820        | 1817        | 1           |
| 7   | LKS Czarni Rząśnia                   | 29  | 22    | 10    | 12    | 2             | 4             | 4             | 3             | 7             | 2             | 43   | 48   | 0.9   | 1941        | 2029        | 0.96        |
| 8   | KS Lechia Tomaszów Mazowiecki TCS II | 25  | 22    | 8     | 14    | 3             | 3             | 2             | 3             | 7             | 4             | 37   | 49   | 0.76  | 1827        | 1972        | 0.93        |
| 9   | SMS PZPS Spała II                    | 24  | 22    | 7     | 15    | 1             | 4             | 2             | 5             | 5             | 5             | 36   | 53   | 0.68  | 1903        | 2007        | 0.95        |
| 10  | UKS Trójka Międzyrzec Podlaski       | 21  | 22    | 7     | 15    | 3             | 3             | 1             | 1             | 9             | 5             | 32   | 50   | 0.64  | 1805        | 1919        | 0.94        |
| 11  | UKS Centrum Augustów                 | 20  | 22    | 6     | 16    | 3             | 1             | 2             | 4             | 4             | 8             | 30   | 53   | 0.57  | 1727        | 1878        | 0.92        |
| 12  | AZS UWM Olsztyn II                   | 7   | 22    | 2     | 20    | 1             | 0             | 1             | 2             | 5             | 13            | 15   | 62   | 0.24  | 1591        | 1854        | 0.86        |

Źródło: https://2ligamezczyzn.volleystation.com/pl/season/19/phase-345-2-liga-mezczyzn-grupa-2/standings/
Punktacja: 3:0 i 3:1 – 3 pkt; 3:2 – 2 pkt; 2:3 – 1 pkt; 1:3 i 0:3 – 0 pkt
Zasady ustalania kolejności: 1. liczba punktów; 2. liczba zwycięstw; 3. stosunek setów; 4. stosunek małych punktów; 5. bilans w bezpośrednich meczach
     awans do turniejów półfinałowych
     spadek do III ligi

### Grupa 3
| Lp. | Drużyna                            | Pkt | Mecze | Mecze | Mecze | Rodzaj wyniku | Rodzaj wyniku | Rodzaj wyniku | Rodzaj wyniku | Rodzaj wyniku | Rodzaj wyniku | Sety | Sety | Sety  | Małe punkty | Małe punkty | Małe punkty |
| Lp. | Drużyna                            | Pkt | M     | W     | P     | 3:0           | 3:1           | 3:2           | 2:3           | 1:3           | 0:3           | wyg. | prz. | stos. | zdob.       | str.        | stos.       |
| --- | ---------------------------------- | --- | ----- | ----- | ----- | ------------- | ------------- | ------------- | ------------- | ------------- | ------------- | ---- | ---- | ----- | ----------- | ----------- | ----------- |
| 1   | Eco-Team AZS Stoelzle Częstochowa  | 55  | 22    | 18    | 4     | 9             | 7             | 2             | 3             | 1             | 0             | 61   | 23   | 2.65  | 1967        | 1727        | 1.14        |
| 2   | WKS Wieluń                         | 51  | 22    | 17    | 5     | 11            | 4             | 2             | 2             | 2             | 1             | 57   | 23   | 2.48  | 1866        | 1647        | 1.13        |
| 3   | ZAKSA Strzelce Opolskie            | 50  | 22    | 17    | 5     | 7             | 8             | 2             | 1             | 0             | 4             | 53   | 27   | 1.96  | 1829        | 1669        | 1.1         |
| 4   | KS Rudziniec                       | 40  | 22    | 14    | 8     | 8             | 2             | 4             | 2             | 3             | 3             | 49   | 34   | 1.44  | 1864        | 1771        | 1.05        |
| 5   | Tubądzin Volley MOSiR Sieradz      | 38  | 22    | 12    | 10    | 5             | 5             | 2             | 4             | 6             | 0             | 50   | 39   | 1.28  | 2009        | 1909        | 1.05        |
| 6   | Chełmiec Wałbrzych                 | 37  | 22    | 13    | 9     | 5             | 3             | 5             | 3             | 5             | 1             | 50   | 40   | 1.25  | 1989        | 1904        | 1.04        |
| 7   | Gwardia Wilczyce                   | 35  | 22    | 11    | 11    | 8             | 3             | 0             | 2             | 6             | 3             | 43   | 36   | 1.19  | 1795        | 1729        | 1.04        |
| 8   | KS Bielawianka Bester Bielawa      | 33  | 22    | 11    | 11    | 7             | 2             | 2             | 2             | 1             | 8             | 38   | 39   | 0.97  | 1673        | 1665        | 1           |
| 9   | IM Faurecia Volley Jelcz-Laskowice | 26  | 22    | 9     | 13    | 2             | 4             | 3             | 2             | 7             | 4             | 38   | 49   | 0.78  | 1943        | 2001        | 0.97        |
| 10  | KS Hetman Włoszczowa               | 15  | 22    | 4     | 18    | 2             | 2             | 0             | 3             | 3             | 12            | 21   | 56   | 0.38  | 1576        | 1826        | 0.86        |
| 11  | AZS NKS Start Namysłów             | 10  | 22    | 4     | 18    | 1             | 1             | 2             | 0             | 3             | 15            | 15   | 59   | 0.25  | 1462        | 1794        | 0.81        |
| 12  | UKS Tygrysy Strzelin               | 6   | 22    | 2     | 20    | 0             | 1             | 1             | 1             | 5             | 14            | 13   | 63   | 0.21  | 1513        | 1844        | 0.82        |

Źródło: https://2ligamezczyzn.volleystation.com/pl/season/19/phase-346-2-liga-mezczyzn-grupa-3/standings/
Punktacja: 3:0 i 3:1 – 3 pkt; 3:2 – 2 pkt; 2:3 – 1 pkt; 1:3 i 0:3 – 0 pkt
Zasady ustalania kolejności: 1. liczba punktów; 2. liczba zwycięstw; 3. stosunek setów; 4. stosunek małych punktów; 5. bilans w bezpośrednich meczach
     awans do turniejów półfinałowych
     spadek do III ligi

### Grupa 4
| Lp. | Drużyna                            | Pkt | Mecze | Mecze | Mecze | Rodzaj wyniku | Rodzaj wyniku | Rodzaj wyniku | Rodzaj wyniku | Rodzaj wyniku | Rodzaj wyniku | Sety | Sety | Sety  | Małe punkty | Małe punkty | Małe punkty |
| Lp. | Drużyna                            | Pkt | M     | W     | P     | 3:0           | 3:1           | 3:2           | 2:3           | 1:3           | 0:3           | wyg. | prz. | stos. | zdob.       | str.        | stos.       |
| --- | ---------------------------------- | --- | ----- | ----- | ----- | ------------- | ------------- | ------------- | ------------- | ------------- | ------------- | ---- | ---- | ----- | ----------- | ----------- | ----------- |
| 1   | MCKiS Jaworzno                     | 60  | 22    | 21    | 1     | 14            | 4             | 3             | 0             | 1             | 0             | 64   | 13   | 4.92  | 1859        | 1470        | 1.26        |
| 2   | KS Hutnik Kraków                   | 50  | 22    | 17    | 5     | 8             | 5             | 4             | 3             | 1             | 1             | 58   | 28   | 2.07  | 1972        | 1762        | 1.12        |
| 3   | MKS Andrychów                      | 49  | 22    | 17    | 5     | 6             | 7             | 4             | 2             | 0             | 3             | 55   | 30   | 1.83  | 1924        | 1786        | 1.08        |
| 4   | Karpaty Krosno Glass - PANS Krosno | 41  | 22    | 14    | 8     | 7             | 3             | 4             | 3             | 2             | 3             | 50   | 35   | 1.43  | 1903        | 1833        | 1.04        |
| 5   | Extrans Sędziszów Małopolski       | 35  | 22    | 12    | 10    | 3             | 6             | 3             | 2             | 2             | 6             | 42   | 42   | 1     | 1936        | 1891        | 1.02        |
| 6   | MKS „Gamrat-MOSiR” Jasło           | 28  | 22    | 10    | 12    | 5             | 2             | 3             | 1             | 6             | 5             | 38   | 44   | 0.86  | 1811        | 1812        | 1           |
| 7   | KS Błękitni Ropczyce               | 27  | 22    | 8     | 14    | 3             | 2             | 3             | 6             | 2             | 6             | 38   | 50   | 0.76  | 1864        | 1933        | 0.96        |
| 8   | TKS Tychy                          | 27  | 22    | 7     | 15    | 2             | 4             | 1             | 7             | 5             | 3             | 40   | 51   | 0.78  | 1931        | 2052        | 0.94        |
| 9   | TS Volley Rybnik                   | 26  | 22    | 10    | 12    | 2             | 1             | 7             | 3             | 3             | 6             | 39   | 51   | 0.76  | 1922        | 1965        | 0.98        |
| 10  | UMKS Kęczanin Kęty                 | 26  | 22    | 7     | 15    | 2             | 2             | 3             | 8             | 4             | 3             | 41   | 53   | 0.77  | 2000        | 2076        | 0.96        |
| 11  | AT Jastrzębski Węgiel              | 21  | 22    | 8     | 14    | 4             | 0             | 4             | 1             | 6             | 7             | 32   | 50   | 0.64  | 1739        | 1911        | 0.91        |
| 12  | AKS V LO Rzeszów                   | 6   | 22    | 1     | 21    | 0             | 0             | 1             | 4             | 4             | 13            | 15   | 65   | 0.23  | 1535        | 1905        | 0.81        |

Źródło: https://2ligamezczyzn.volleystation.com/pl/season/19/phase-347-2-liga-mezczyzn-grupa-4/standings/
Punktacja: 3:0 i 3:1 – 3 pkt; 3:2 – 2 pkt; 2:3 – 1 pkt; 1:3 i 0:3 – 0 pkt
Zasady ustalania kolejności: 1. liczba punktów; 2. liczba zwycięstw; 3. stosunek setów; 4. stosunek małych punktów; 5. bilans w bezpośrednich meczach
Uwagi: Utrzymanie się drużyny AT Jastrzębski Węgiel decyzją PZPS.
     awans do turniejów półfinałowych
     spadek do III ligi

## Turnieje półfinałowe

### Grodzisk Mazowiecki
Tabela
| Lp. | Drużyna                           | Pkt | Mecze | Mecze | Mecze | Rodzaj wyniku | Rodzaj wyniku | Rodzaj wyniku | Rodzaj wyniku | Rodzaj wyniku | Rodzaj wyniku | Sety | Sety | Sety  | Małe punkty | Małe punkty | Małe punkty |
| Lp. | Drużyna                           | Pkt | M     | W     | P     | 3:0           | 3:1           | 3:2           | 2:3           | 1:3           | 0:3           | wyg. | prz. | stos. | zdob.       | str.        | stos.       |
| --- | --------------------------------- | --- | ----- | ----- | ----- | ------------- | ------------- | ------------- | ------------- | ------------- | ------------- | ---- | ---- | ----- | ----------- | ----------- | ----------- |
| 1   | UKS Sparta Grodzisk Mazowiecki    | 5   | 3     | 2     | 1     | 2             | 0             | 0             | 1             | 0             | 0             | 8    | 3    | 2.67  | 261         | 245         | 1.07        |
| 2   | Eco-Team AZS Stoelzle Częstochowa | 5   | 3     | 2     | 1     | 1             | 0             | 1             | 0             | 0             | 1             | 6    | 5    | 1.2   | 256         | 236         | 1.08        |
| 3   | CUK Anioły Toruń                  | 5   | 3     | 2     | 1     | 0             | 0             | 2             | 0             | 0             | 1             | 6    | 7    | 0.86  | 294         | 287         | 1.02        |
| 4   | KS Hutnik Kraków                  | 3   | 3     | 0     | 3     | 0             | 0             | 0             | 2             | 0             | 1             | 4    | 9    | 0.44  | 255         | 298         | 0.86        |

Źródło: https://2ligamezczyzn.volleystation.com/pl/season/19/phase-713-turniej-polfinalowy-o-awans-do-i-ligi/standings/
Punktacja: zwycięstwo – 2 pkt., porażka – 1 pkt.
Zasady ustalania kolejności: 1. liczba punktów; 2. liczba zwycięstw; 3. stosunek setów; 4. stosunek małych punktów; 5. bilans w bezpośrednich meczach
     awans do turnieju finałowego
Terminarz i wyniki
| Data       | Drużyna 1                         | Wynik | Drużyna 2                         | Sety                              |
| ---------- | --------------------------------- | ----- | --------------------------------- | --------------------------------- |
| 21.04.2023 | CUK Anioły Toruń                  | 3:2   | KS Hutnik Kraków                  | 23:25, 25:18, 25:18, 23:25, 15:13 |
| 21.04.2023 | UKS Sparta Grodzisk Mazowiecki    | 3:0   | Eco-Team AZS Stoelzle Częstochowa | 25:23, 25:21, 25:23               |
|            |                                   |       |                                   |                                   |
| 22.04.2023 | KS Hutnik Kraków                  | 2:3   | Eco-Team AZS Stoelzle Częstochowa | 25:23, 26:24, 23:25, 12:25, 10:15 |
| 22.04.2023 | CUK Anioły Toruń                  | 3:2   | UKS Sparta Grodzisk Mazowiecki    | 27:25, 23:25, 25:18, 24:26, 19:17 |
|            |                                   |       |                                   |                                   |
| 23.04.2023 | Eco-Team AZS Stoelzle Częstochowa | 3:0   | CUK Anioły Toruń                  | 27:25, 25:17, 25:23               |
| 23.04.2023 | UKS Sparta Grodzisk Mazowiecki    | 3:0   | KS Hutnik Kraków                  | 25:19, 25:18, 25:23               |

### Poznań
Tabela
| Lp. | Drużyna               | Pkt | Mecze | Mecze | Mecze | Rodzaj wyniku | Rodzaj wyniku | Rodzaj wyniku | Rodzaj wyniku | Rodzaj wyniku | Rodzaj wyniku | Sety | Sety | Sety  | Małe punkty | Małe punkty | Małe punkty |
| Lp. | Drużyna               | Pkt | M     | W     | P     | 3:0           | 3:1           | 3:2           | 2:3           | 1:3           | 0:3           | wyg. | prz. | stos. | zdob.       | str.        | stos.       |
| --- | --------------------- | --- | ----- | ----- | ----- | ------------- | ------------- | ------------- | ------------- | ------------- | ------------- | ---- | ---- | ----- | ----------- | ----------- | ----------- |
| 1   | CHKS Arka Chełm       | 5   | 3     | 2     | 1     | 2             | 0             | 0             | 1             | 0             | 0             | 8    | 3    | 2.67  | 257         | 209         | 1.23        |
| 2   | MCKiS Jaworzno        | 5   | 3     | 2     | 1     | 1             | 0             | 1             | 0             | 1             | 0             | 7    | 5    | 1.4   | 265         | 256         | 1.04        |
| 3   | WKS Wieluń            | 4   | 3     | 1     | 2     | 0             | 1             | 0             | 0             | 1             | 1             | 4    | 7    | 0.57  | 236         | 259         | 0.91        |
| 4   | Enea Energetyk Poznań | 4   | 3     | 1     | 2     | 0             | 1             | 0             | 0             | 0             | 2             | 3    | 7    | 0.43  | 203         | 237         | 0.86        |

Źródło: https://2ligamezczyzn.volleystation.com/pl/season/19/phase-714-turniej-polfinalowy-o-awans-do-i-ligi/standings/
Punktacja: zwycięstwo – 2 pkt., porażka – 1 pkt.
Zasady ustalania kolejności: 1. liczba punktów; 2. liczba zwycięstw; 3. stosunek setów; 4. stosunek małych punktów; 5. bilans w bezpośrednich meczach
     awans do turnieju finałowego
Terminarz i wyniki
| Data       | Drużyna 1             | Wynik | Drużyna 2             | Sety                              |
| ---------- | --------------------- | ----- | --------------------- | --------------------------------- |
| 21.04.2023 | MCKiS Jaworzno        | 3:0   | Enea Energetyk Poznań | 25:16, 25:19, 25:19               |
| 21.04.2023 | WKS Wieluń            | 0:3   | CHKS Arka Chełm       | 17:25, 19:25, 18:25               |
|            |                       |       |                       |                                   |
| 22.04.2023 | MCKiS Jaworzno        | 1:3   | WKS Wieluń            | 25:20, 22:25, 18:25, 21:25        |
| 22.04.2023 | Enea Energetyk Poznań | 0:3   | CHKS Arka Chełm       | 21:25, 18:25, 12:25               |
|            |                       |       |                       |                                   |
| 23.04.2023 | CHKS Arka Chełm       | 2:3   | MCKiS Jaworzno        | 23:25, 25:21, 25:18, 22:25, 12:15 |
| 23.04.2023 | WKS Wieluń            | 1:3   | Enea Energetyk Poznań | 21:25, 25:23, 22:25, 19:25        |

## Turniej finałowy (Chełm)
Tabela
| Lp. | Drużyna                           | Pkt | Mecze | Mecze | Mecze | Rodzaj wyniku | Rodzaj wyniku | Rodzaj wyniku | Rodzaj wyniku | Rodzaj wyniku | Rodzaj wyniku | Sety | Sety | Sety  | Małe punkty | Małe punkty | Małe punkty |
| Lp. | Drużyna                           | Pkt | M     | W     | P     | 3:0           | 3:1           | 3:2           | 2:3           | 1:3           | 0:3           | wyg. | prz. | stos. | zdob.       | str.        | stos.       |
| --- | --------------------------------- | --- | ----- | ----- | ----- | ------------- | ------------- | ------------- | ------------- | ------------- | ------------- | ---- | ---- | ----- | ----------- | ----------- | ----------- |
| 1   | CHKS Arka Chełm                   | 6   | 3     | 3     | 0     | 2             | 0             | 1             | 0             | 0             | 0             | 9    | 2    | 4.5   | 246         | 206         | 1.19        |
| 2   | MCKiS Jaworzno                    | 5   | 3     | 2     | 1     | 1             | 0             | 1             | 0             | 0             | 1             | 6    | 5    | 1.2   | 227         | 247         | 0.92        |
| 3   | UKS Sparta Grodzisk Mazowiecki    | 4   | 3     | 1     | 2     | 1             | 0             | 0             | 1             | 0             | 1             | 5    | 6    | 0.83  | 238         | 237         | 1           |
| 4   | Eco-Team AZS Stoelzle Częstochowa | 3   | 3     | 0     | 3     | 0             | 0             | 0             | 1             | 0             | 2             | 2    | 9    | 0.22  | 225         | 246         | 0.91        |

Źródło: https://2ligamezczyzn.volleystation.com/pl/season/19/phase-762-turniej-finalowy-o-awans-do-i-ligi/standings/
Punktacja: zwycięstwo – 2 pkt., porażka – 1 pkt.
Zasady ustalania kolejności: 1. liczba punktów; 2. liczba zwycięstw; 3. stosunek setów; 4. stosunek małych punktów; 5. bilans w bezpośrednich meczach
     awans do Tauron 1. Ligi
Terminarz i wyniki
| Data       | Drużyna 1                         | Wynik | Drużyna 2                         | Sety                              |
| ---------- | --------------------------------- | ----- | --------------------------------- | --------------------------------- |
| 05.05.2023 | CHKS Arka Chełm                   | 3:0   | UKS Sparta Grodzisk Mazowiecki    | 25:22, 25:16, 25:15               |
| 05.05.2023 | Eco-Team AZS Stoelzle Częstochowa | 0:3   | MCKiS Jaworzno                    | 18:25, 22:25, 22:25               |
|            |                                   |       |                                   |                                   |
| 06.05.2023 | UKS Sparta Grodzisk Mazowiecki    | 3:0   | Eco-Team AZS Stoelzle Częstochowa | 25:17, 25:22, 25:17               |
| 06.05.2023 | CHKS Arka Chełm                   | 3:0   | MCKiS Jaworzno                    | 25:16, 25:12, 25:18               |
|            |                                   |       |                                   |                                   |
| 07.05.2023 | MCKiS Jaworzno                    | 3:2   | UKS Sparta Grodzisk Mazowiecki    | 25:19, 31:29, 15:25, 20:25, 15:12 |
| 07.05.2023 | CHKS Arka Chełm                   | 3:2   | Eco-Team AZS Stoelzle Częstochowa | 26:24, 16:25, 25:18, 19:25, 15:10 |